# The Brotherhood IV: The Complex
The Brotherhood IV: The Complex és una pel·lícula dirigida per David Decoteau, estrenada el 2005.

## Argument
Lee Hanlon, un jove cadet d'una acadèmia militar anomenada "The Complex" s'uneix a una societat secreta, els "Cranis Negres". És enviat a una extraña cova en una platja propera, però no sobreviu a la cerimònia, sent atacat per un súcub amb poders. La criatura mítica després va pels altres membres de la societat.

## Repartiment
- Sebastian Gacki
- April Telek
- Brody Harms
- Graham Kosakoski
- Angelique Naude
- Chad E. Rook
- Brett Viberg
- Emery Wright